# منتخب بريطانيا العظمى لكرة الطائرة للسيدات
منتخب بريطانيا العظمى لكرة الطائرة للسيدات (بالإنجليزية: Great Britain women's national volleyball team)‏ هو ممثل المملكة المتحدة الرسمي في المنافسات الدولية في كرة طائرة للسيدات.